# Lunde Station (Norge)
|  | Ikke at forveksle med Lunde Station i Danmark. |
Lunde Station (Lunde stasjon) er en jernbanestation på Sørlandsbanen, der ligger i byområdet Lunde i Nome kommune i Norge. Stationen består af nogle få spor, to perroner og en stationsbygning i træ. Stationen ligger i nærheden af Telemarkskanalen, hvor der er sluseanlæg og bådtrafik om sommeren.
Stationen åbnede 15. december 1925, da banen blev forlænget dertil fra Bø og fungerede som endestation, indtil den blev forlænget videre til Neslandsvatn 2. december 1927.
Stationsbygningen blev tegnet af Gudmund Hoel og Ragnvald Utne og opført i 1920. Den er som udgangspunkt af samme type som ved Gvarv og Bø Stationer. Pakhuset er signeret Hoel og R. Werenskiod.